# Bukaresti Hírlap
Bukaresti Hírlap magyar politikai újság, 13 száma jelent meg 1921. január 6. és január 25. között. Bölöni György szerkesztette, Dienes Lászlóval és a magyar forradalmak más emigráns íróival közreműködve. A kommunizmussal rokonszenvező radikális eszmeiségű lap célkitűzése volt, hogy híd szerepét töltse be Bukarest és az erdélyi magyarság között. Rendszeresen foglalkozott a romániai politikai élettel, az erdélyi magyarság kulturális életének kibontakozásával. Szoros kapcsolatot tartott a haladó magyar írókkal, közölte Balázs Béla, Barta Lajos, Hatvany Lajos, Kassák Lajos, Szép Ernő, Uitz Béla és mások írásait. A baloldali avantgárd irodalmat népszerűsítette; tizenhárom folytatásban adta közre Barta Lajos Zűrzavar c. félbemaradt expresszionista fogantatású regényét. A szerkesztőség és a kiadó közötti nézeteltérések következtében szüntette be megjelenését. Bölöni György új lapot indított Bukaresti Újság címmel, amely 1921 októberéig jelent meg, ma egyetlen példánya sem ismeretes.